# Euphyia bertrandi
Euphyia bertrandi är en fjärilsart som beskrevs av Rothschild 1912. Euphyia bertrandi ingår i släktet Euphyia och familjen mätare. Inga underarter finns listade i Catalogue of Life.